# Wichman Starszy
Wichman I Starszy (ur. ?, zm. 23 kwietnia 944 roku) – graf buntownik z rodu Billungów, z pochodzenia Niemiec, ojciec Wichmana Młodszego, brat Amelunga i Hermana Billunga.

## Życiorys

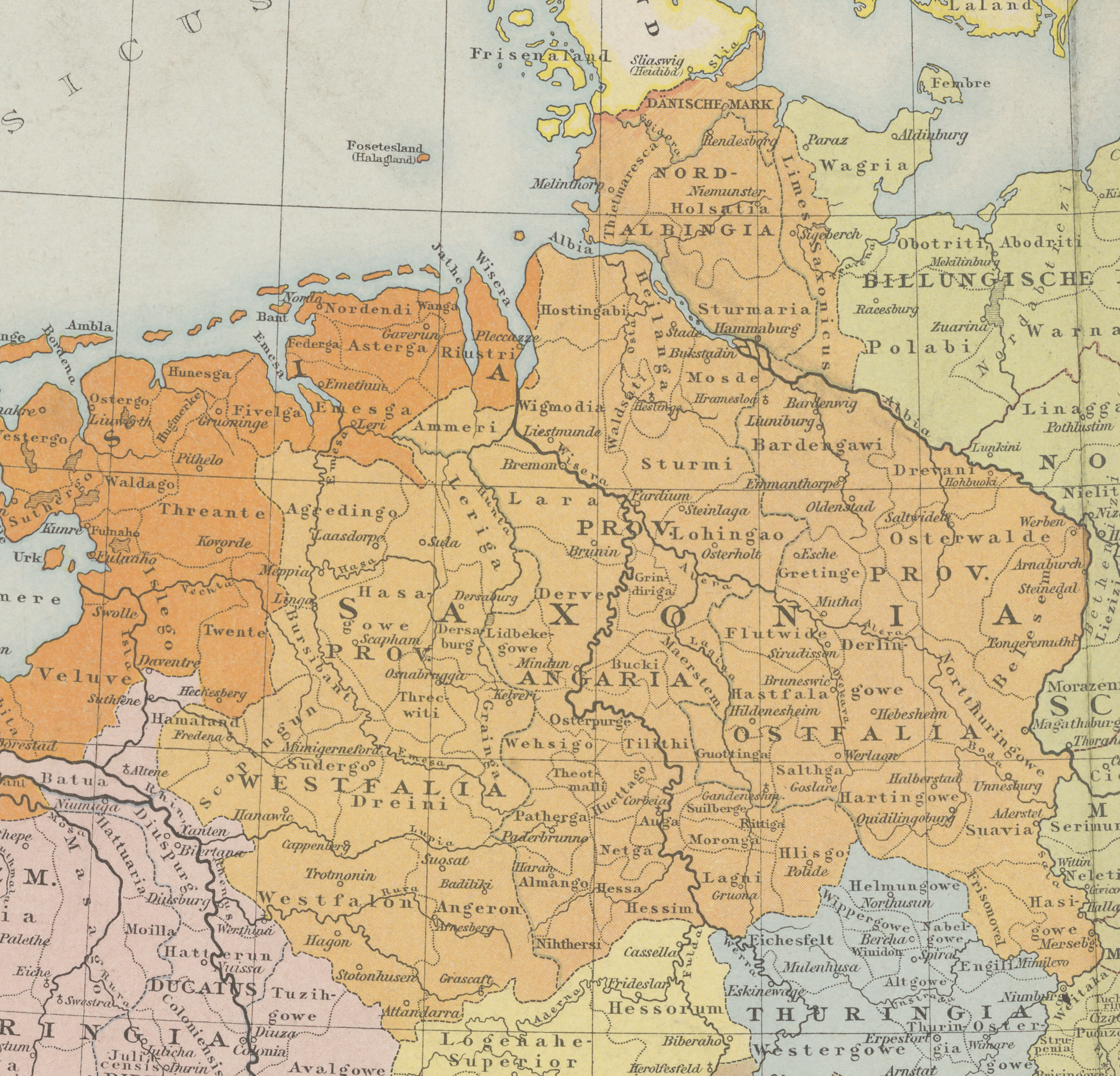
Saksonia ok. 1000 roku.

W roku 938 Wichman zbuntował się z powodu przyznania dowództwa wojskowego nad północnym pograniczem Księstwa Saksonii jego bratu, Hermanowi, twierdząc między innymi, że miał większe prawa do tej godności z tytułu swojego starszeństwa i powinowactwa z wdową królewską Matyldą von Ringelheim. Wspierali go Eberhard z Frankonii i Thankmar, przyrodni brat Ottona I. Rewolta została szybko stłumiona, Thankmar został zabity w tym samym roku przez margrabiego Hermanna Billunga na zamku Eresburg, a Eberhard zginął rok później w decydującej bitwie pod Andernach. Wichman zawarł wówczas sojusz z plemionami słowiańskimi i ruszył na wojnę przeciwko swoim byłym ziomkom. Ostatecznie pogodził się z Ottonem w roku 941.
Wichman był mężem Frederuny (lub Fridaruny), siostry królowej Matyldy von Ringelheim. Po śmierci męża Frederuna została mniszką. Zmarła 18 stycznia 971 roku. Z Frederuną Wichman miał trzech synów i jedną córkę: Wichmana Młodszego; Brunona, biskupa Verden; Ekberta Jednookiego i Hedwigę, żonę Zygfryda (syna Gerona).